# 1321 Majuba
1321 Majuba este un asteroid din centura principală, descoperit pe 7 mai 1934, de Cyril Jackson.